# Voskopojë
Voskopoja nebo Voskopojë (arumunsky Moscopole, Moscopolea, řecky Μοσχόπολις/Βοσκόπολις Moschopolis nebo Voskopolis, makedonsky Москополе, Moskopole, srbsky Moскопоље, Moskopolje, italsky Moscopoli) je město v okrese Korçë v Albánii.
Je to někdejší kulturní centrum Balkánu. Na vrcholu rozvoje v 18. století zde bylo množství škol, kostelů a prvního knihtisku na Balkáně, mimo Istanbul. Je to také arumunské kulturní centrum v Albánii. Nachází se asi 21 km od Korçë a skládá se z někdejších obcí: Voskopojë, Shipskë, Krushovë, Gjonomadh a Lavdar.
Nachází se zde pět bohatě malovaných kostelů. 

## Osobnosti
- Daniel Moscopolites, arumunský učenec